# Légende (roman)
Pour les articles homonymes, voir Légende (homonymie) et Legend.
Légende (titre original : Legend), publié initialement en 1984, puis traduit en français en 2000, est le premier et plus célèbre roman de l'auteur britannique de fantasy David Gemmell. Il le propulsa comme auteur majeur du genre et présenta le personnage de fiction de Druss, qui revient dans des romans ultérieurs.
Gemmell eut l'idée du roman en 1976, date à laquelle on lui suspecta un cancer. Pour s'occuper l'esprit, il se mit à l'écriture d'un livre, qu'il titra Le Siège de Dros Delnoch. La forteresse et ses assaillants, les Nadir, étaient des métaphores de lui-même et de son cancer. Il s'avéra qu'il n'avait pas de cancer, mais le livre tomba alors dans l'oubli. Toutefois, en 1980, un ami de David Gemmell lut le manuscrit et le prévint du haut potentiel de l'histoire. Sur ces encouragements, il entreprit la réécriture du livre, qui devint connu sous le nom de Légende. Il fut accepté par Century Hutchinson en 1982.
En 2002, le roman reçoit le prix Tour Eiffel.

## Publication française
- Éditions Bragelonne, novembre 2000  (ISBN 978-2914370028)
- Éditions Bragelonne, novembre 2004  (ISBN 978-2915549065) : édition collector du 20e anniversaire, 2000 exemplaires numérotés
- Éditions Milady, juin 2008  (ISBN 978-2811200022)
- Éditions Bragelonne, mai 2010  (ISBN 978-2352943914) (collection Bragelonne 10e anniversaire)
- Éditions Bragelonne, septembre 2014  (ISBN 978-2352947936) : édition collector du 30e anniversaire, 2000 exemplaires numérotés
- Éditions Milady, octobre 2014  (ISBN 978-2811213114)
- Éditions Bragelonne, octobre 2016  (ISBN 979-1028101473) : édition stars

## Prélude
L'empire Drenaï est menacé. Les tribus du peuple Nadir ont été pour la première fois unifiées par le seigneur de la guerre Ulric, qui s'est ainsi forgé un énorme empire dans le Nord. Le chef Drenaï, Abalayn, essaye de négocier de nouveaux traités avec Ulric, mais la guerre se prépare et, déjà, 500 000 guerriers Nadir marchent vers la forteresse de Dros Delnoch, porte d'entrée vers le cœur de l'empire Drenaï. 
Dros Delnoch est la plus grande forteresse au monde, un passage étroit entre les montagnes, protégé de six murs et d'une imposante citadelle. Mais sous le règne d'Abalayn, les défenseurs de la forteresse ont été réduits à moins de 10 000 hommes, sous le commandement d'un général, Orrin, neveu d'Abalayn, plus nommé pour ses liens de parenté que pour ses réelles aptitudes militaires. 
Le sort des Drenaï est lié à la défense de Dros Delnoch. Si la forteresse peut bloquer les hordes Nadir pendant trois mois, les Drenaï pourront reprendre l'avantage : le général Magnus l'Entailleur aura alors eut le temps de rassembler et entrainer une armée. Dans ces circonstances, personne ne croit vraiment que Delnoch peut tenir.
Le roman suit alors les aventures de deux hommes qui accomplissent leur destinée à Dros Delnoch. Regnak, d'abord, était un officier de l'armée, mais la guerre contre les Sathulis s'amplifia, et la peur pour sa vie et la crainte de voir ses nerfs lâcher le fit démissionner et devenir un vagabond. Ce que Rek (son surnom) ignorait, c'est qu'il était un Berserk, une sorte de berserker. Par ses voyages, il rencontre Virae, la fille du comte de Dros Delnoch, et en tombe amoureux. Cet amour lui donne le courage de la rejoindre à Dros Delnoch, où leur mort est quasi certaine. L'autre homme est le plus grand héros qui soit parmi les Drenaï, Druss, maintenant âgé de 60 ans et terrifié à l'idée de devenir sénile et faible. Il se rend à Dross Delnoch pour combattre son plus vieil ennemi : la mort. 
Regnak et Druss seront rejoints à Dross Delnoch par la Légion (le dernier régiment d'élite des Drenaï), les Trente (des prêtres guerriers avec d'étranges pouvoirs), un groupe d'archers hors-la-loi commandé par l'énigmatique Flécheur, et une garnison de fermiers ignorant tout de l'art de la guerre.

## La guerre
L'auteur relate alors l'entrainement de la garnison et la bataille de Dross Delnoch. Druss prépare correctement les hommes et ils se battent vaillamment. Au cours de la bataille, les défenseurs se replieront de mur en mur, chacun nommé en fonction de l'état des troupes les défendant.
1. Eldibar, le mur de l'exultation : on y affronte l'ennemi pour la première fois, et on s'aperçoit qu'il n'est qu'un homme.
2. Musif, le mur de l'angoisse : si on n'a pas réussi à tenir le premier mur, pourquoi réussirait-on à tenir le second ?
3. Kania, le mur du nouvel espoir : il est tenu par les survivants des deux premiers et est moins grand à défendre.
4. Sumitos, le mur du désespoir : on est fatigué, on se bat par instinct, mécaniquement.
5. Valteri, le mur de la sérénité : on y admet l'inévitabilité de sa mort, et on se serre les coudes pour faire face à l'ennemi.
6. Geddon, le mur de la mort.

Regnak prouve qu'il est un héros, et fut reconnu comme l'héritier d'un autre héros Drenaï, Egel. Il devient ainsi le nouveau Comte de Bronze, titre porté précédemment par Egel. Druss, mortellement touché par une lame empoisonnée, défend chèrement sa vie au portail du mur 4, pendant que les autres défenseurs se regroupent, et trouve ainsi une mort glorieuse. Toutefois, les forces Nadir sont trop importantes et les Drenaï sont repoussés puis presque débordés, à seulement quelques jours de l'arrivée de Magnus l'Entailleur et son armée.
Trois facteurs sauvèrent les Drenaï :
- La venue juste à temps des Sathulis. D'habitude féroces adversaires des Drenaï, Regnak avait épargné la vie de leur chef Joachim au cours d'un duel, celui-ci vint payer sa dette en aidant les assiégés, leur donnant un dernier jour de répit.
- L'apparition, ensuite, des fantômes de Druss et des Trente aux portes du mur 6, effrayant les Nadir.
- Et finalement, Ulric reçut une lettre lui signalant que son neveu Jehungir s'était rebellé et autoproclamé Khan. Juste au moment où les Nadir allaient briser le dernier mur de Delnoch, Ulric rappela donc ses troupes et reparti vers le nord pour combattre son neveu. Les Drenaï avaient gagné.

## Épilogue
L'épilogue nous raconte la victoire d'Ulric contre Jehungir, et sa mort dans une guerre contre Ventria, causant ainsi la fin de l'unité Nadir, et avec elle la fin de la menace sur l'empire Drenaï. Regnak s'installa à Delnoch et fonda une famille avec Virae ; Magnus l'Entailleur fut élu pour diriger le conseil Drenaï, après la retraite d'Abalayn. Flécheur resta un an à Dros Delnoch et partit en Ventria combattre à nouveau les Nadir. La bataille de Dros Delnoch et le dernier combat de Druss devinrent une légende.

## Commentaires
- Source d'inspirations historiques : David Gemmell a toujours revendiqué son goût pour l'histoire et la littérature historique. Les liens entre son œuvre de fantasy et l'histoire sont évidents et récurrents.

1. Dans Légende, l'auteur s'inspire directement et ouvertement du siège de Fort Alamo, évènement célèbre de l'histoire des États-Unis au XIXe siècle. La citadelle de Dros Delnoch peut être considérée comme une réplique "fantasy" du Fort Alamo. La différence essentielle entre Légende et la vraie histoire d'Alamo, est que la forteresse de Dros Delnoch résiste finalement à l'envahisseur. En effet, ayant étudié l'histoire de Fort Alamo, David Gemmell en conclut que sa perte fut la conséquence de mauvais choix et d'une accumulation d'inepties[2]. Ce qu'il souhaitait alors retranscrire dans Légende c'est « L'esprit d'Alamo - où ce qu'il aurait dû être »[2].
2. Bien que l'auteur ne l'ait jamais évoqué dans ses interviews, il apparaît également fort probable que le personnage d'Ulric soit une synthèse des personnages historiques de Attila et de Gengis Khan. Pour appuyer cette hypothèse, nous pouvons rappeler qu'Ulric est considéré comme l'unificateur des tribus Nadirs, tout comme Gengis Khan qui dut unir les tribus mongoles. De même, Ulric mit fin à son attaque de Dros Delnoch à la suite d'une querelle interne : cela rappelle très clairement le recul d'Attila en Italie en l'an 452 à la suite d'une épidémie au sein de son armée et surtout à une attaque sur le front est de son empire.

- Le personnage de Regnak, est basé sur la personnalité de l'auteur[3].
- Le personnage de Druss est basé sur le beau-père de l'auteur[4].
- Le personnage de Virae est inspirée de la première femme de l'auteur : Val Gemmell[4].

### Référence
1. ↑  « sfadb: Tour Eiffel 2002 », sur www.sfadb.com (consulté le 6 janvier 2023)
2. 1 2
3. ↑  http://derae.tripod.com/questions.html
4. 1 2  « Books », sur Internet Archive (consulté le 19 novembre 2021).